# 2,3-dichloor-5,6-dicyano-1,4-benzochinon
2,3-dichloor-5,6-dicyano-1,4-benzochinon, ook bekend als DDQ (naar de Engelse naam 2,3-dichloro-5,6-dicyanobenzoquinone), is een organische verbindingen met als brutoformule C8Cl2N2O2. DDQ is, net als de vergelijkbare verbinding tetrachloor-p-benzochinon, een oxidator die gebruikt wordt in een aantal organische reacties, waaronder dehydrogenering van alcoholen of die van hydro- en dihydroaromatische verbindingen tot aromatische verbindingen, oxidatieve koppelingsreacties, mogelijk met ringvorming. Het wordt ook toegepast bij de ontscherming (verwijdering van een beschermende groep) van alcoholen. DDQ is in het bijzonder geschikt voor de dehydrogenering van steroïde ketonen.
DDQ is een geel tot oranje poeder. Het ontleedt in water, maar is stabiel in een waterige oplossing van een anorganisch zuur.

## Synthese
In 1906 publiceerden Johannes Thiele en Fritz Günther een synthese in verschillende stappen van DDQ uitgaande van 2,3-dicyanohydrochinon. In 1965 werd een eenstapssynthese ontdekt door Derek Walker en Thomas D. Waugh, eveneens uitgaande van 2,3-dicyanohydrochinon. Een slurry hiervan in geconcentreerd zoutzuur wordt behandeld met geconcentreerd salpeterzuur. Het 2,3-dicyanohydrochinon neemt waterstofchloride uit de oplossing op en vormt DDQ.

## Reacties

### Dehydrogenering
DDQ kan een enon dehydrogeneren:

### Aromatisering
De reactie van een verzadigde cyclische verbinding met DDQ leidt tot vorming van een aromatische verbinding:

### Oxidatieve koppelingsreacties
DDQ wordt ingezet bij oxidatieve koppelingsreacties, zoals de omzetting van een carbonzuur naar een lacton:
Een ander voorbeeld betreft de koppeling van een benzylether met een eenvoudig keton tot een β-alkoxylketon, zonder gebruik te maken van een metaal als katalysator:
DDQ kan ook gebruikt worden voor de vorming van porfyrinen door een oxidatieve koppelingsreactie.